# Dolichandrone alba
Dolichandrone alba là một loài thực vật có hoa trong họ Chùm ớt. Loài này được (Sim) Sprague mô tả khoa học đầu tiên năm 1919.